# 樟村坪镇
樟村坪镇，是中华人民共和国湖北省宜昌市夷陵区下辖的一个乡镇级行政单位。

## 行政区划
樟村坪镇下辖以下地区：
樟村坪社区、丁家河村、桃坪河村、砦沟村、栗林河村、三堡坪村、黄马河村、古村、董家河村、黄家台村、云霄垭村、秦家坪村、殷家坪村、羊角山村和犁耳坪村。